# 皮夫卡市鎮

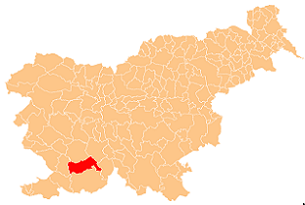

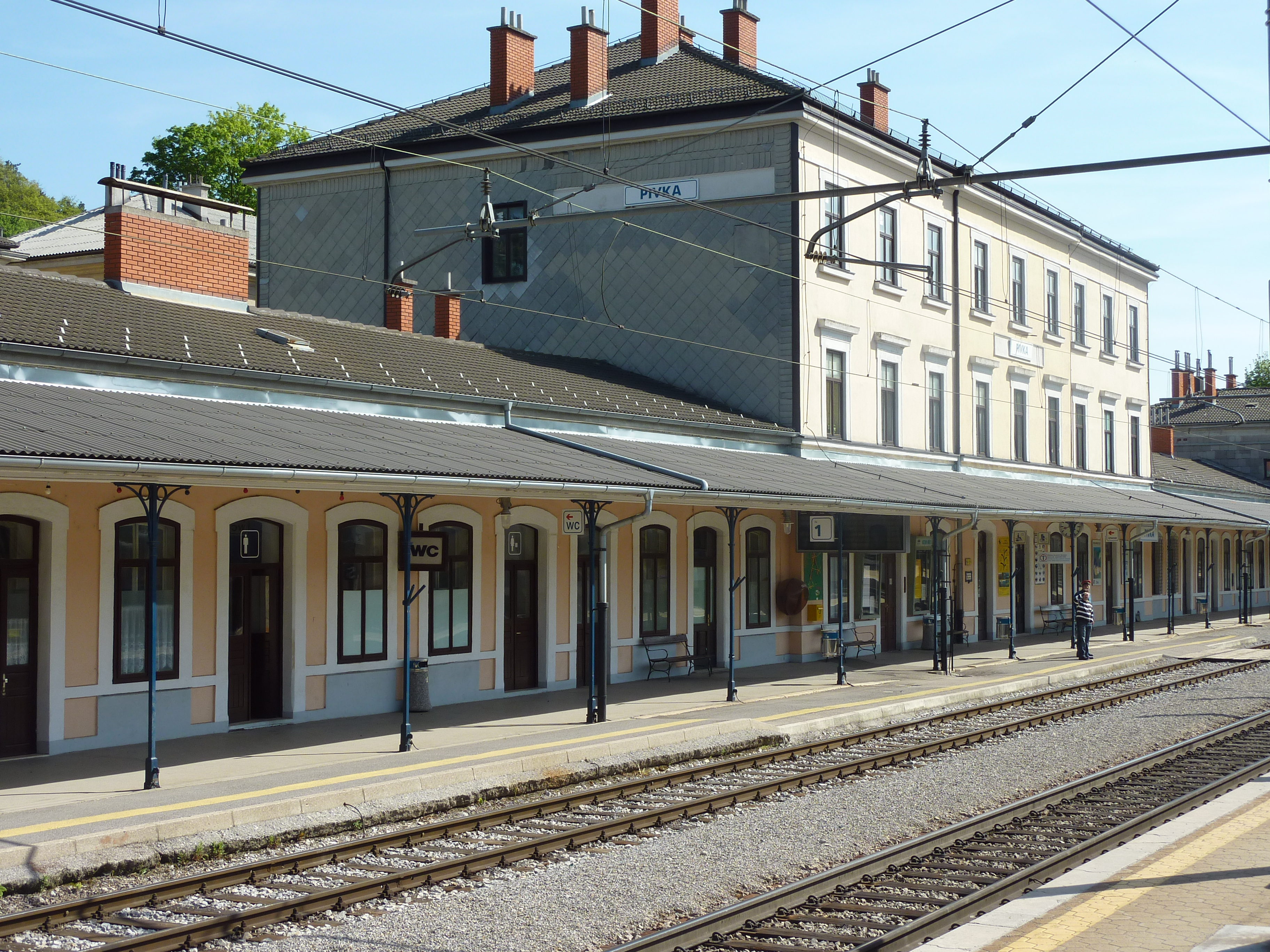
火车站

皮夫卡市鎮是斯洛文尼亞西南部的一個市镇，毗鄰波斯托伊納市鎮，行政中心為皮夫卡。市镇面積为223.3平方公里，海拔高度547米，2002年人口5,926。該地區在第一次世界大戰完結前一直由奧地利帝國管治。

## 外部連結
- 官方网站  （斯洛文尼亚文）
- Pivka Municipality on Geopedia （页面存档备份，存于）